# Lista uzbrojenia i wyposażenia indywidualnego żołnierza wojsk lądowych Wojska Polskiego
Zasugerowano, aby zintegrować ten artykuł z artykułem Lista uzbrojenia i sprzętu bojowego Wojsk Lądowych (dyskusja). Nie opisano powodu propozycji integracji.

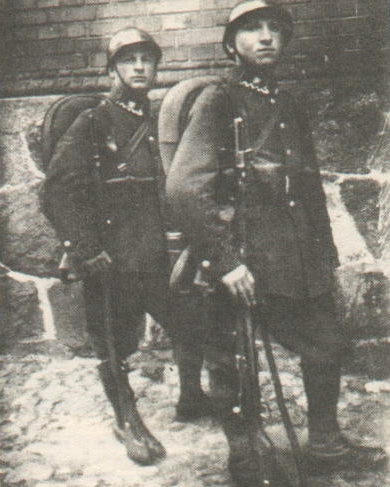
Żołnierze 66 Pułku Piechoty uzbrojeni w karabiny Mauser wz. 98 (ok. 1930)

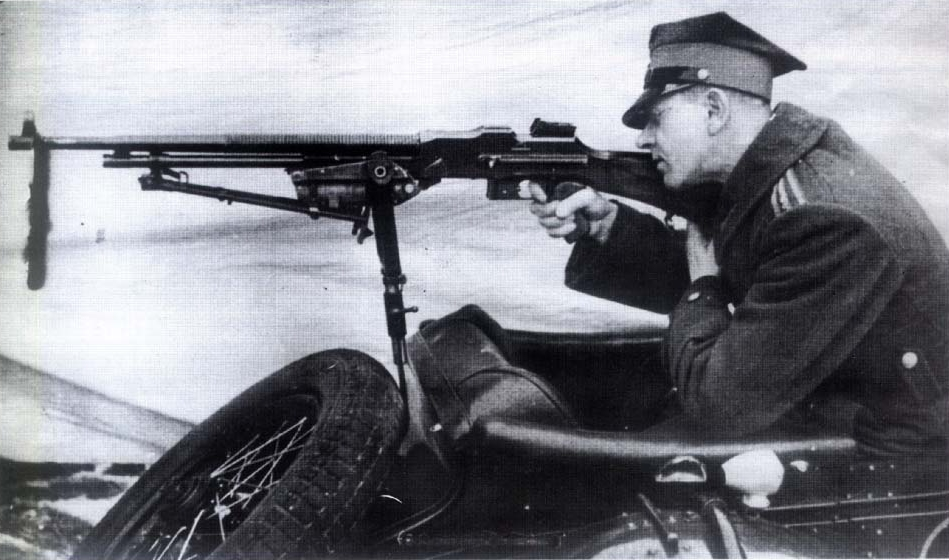
Rkm wz.28 zamocowany na stojaku tylnym (do strzelań p. lotniczych) na motocyklu Sokół 1000

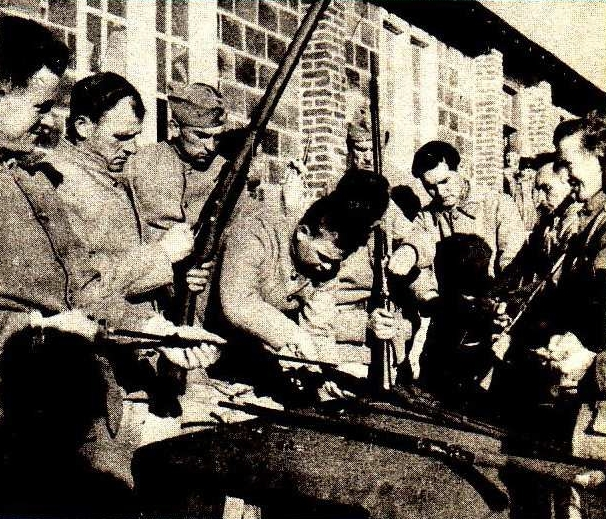
Armia Polska we Francji. Żołnierze w obozie ćwiczebnym Coetquidan podczas czyszczenia karabinów Berthier wz. 1907/15

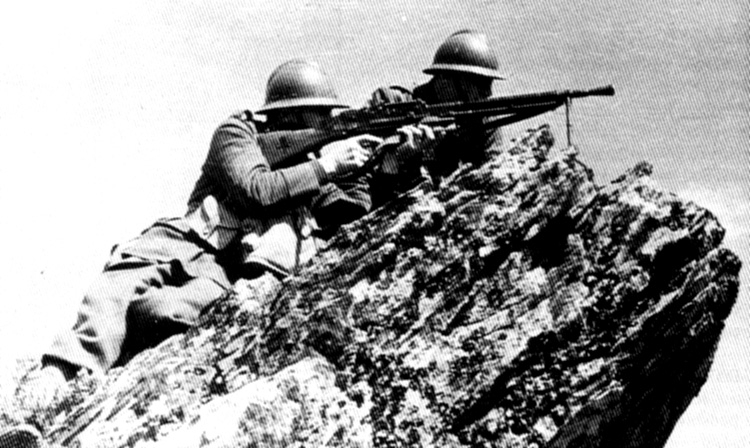
Żołnierze polscy w rejonie Narwiku, dobrze widoczny francuski rkm Châtellerault wz. 24/29

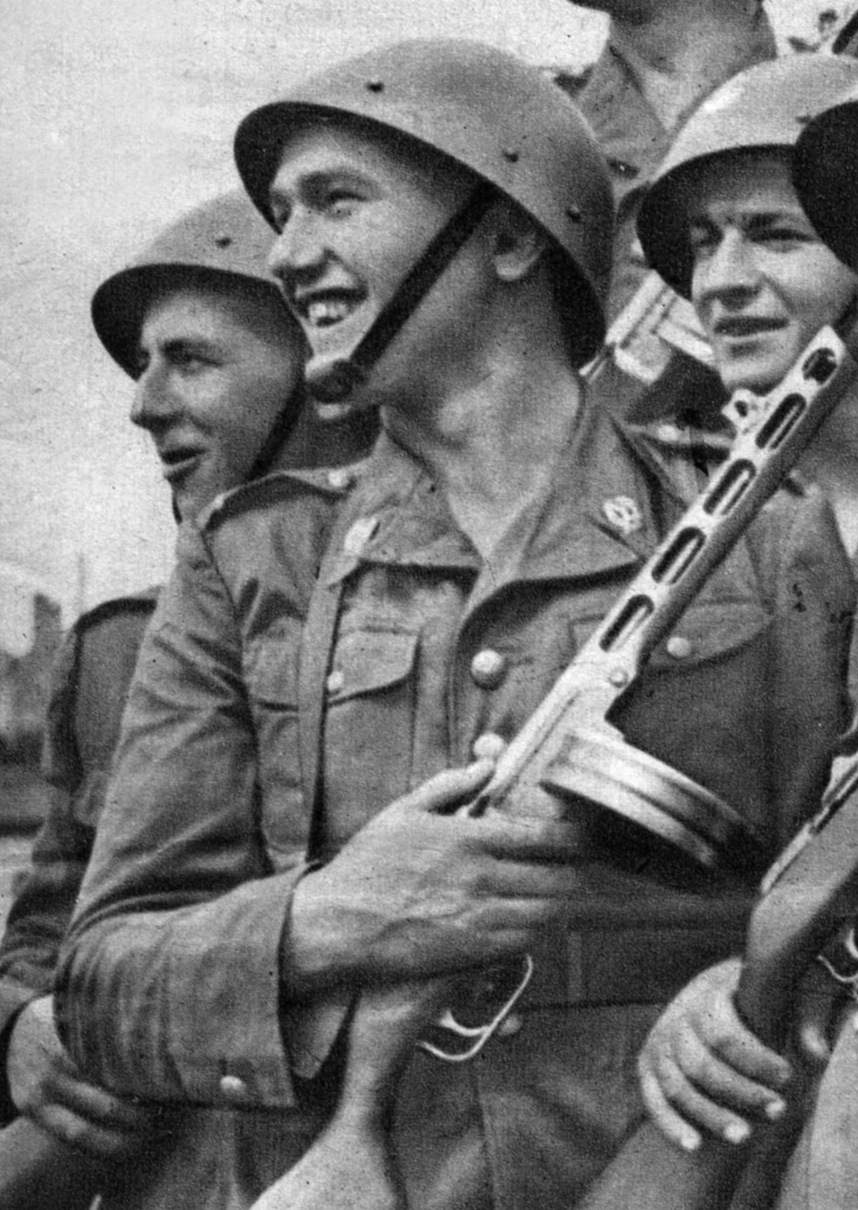
LWP uzbrojone w tzw. pepesze (1951)

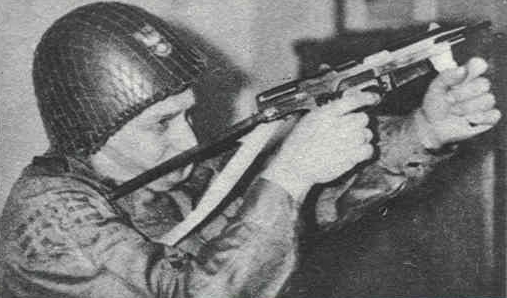
PM-63 RAK w akcji

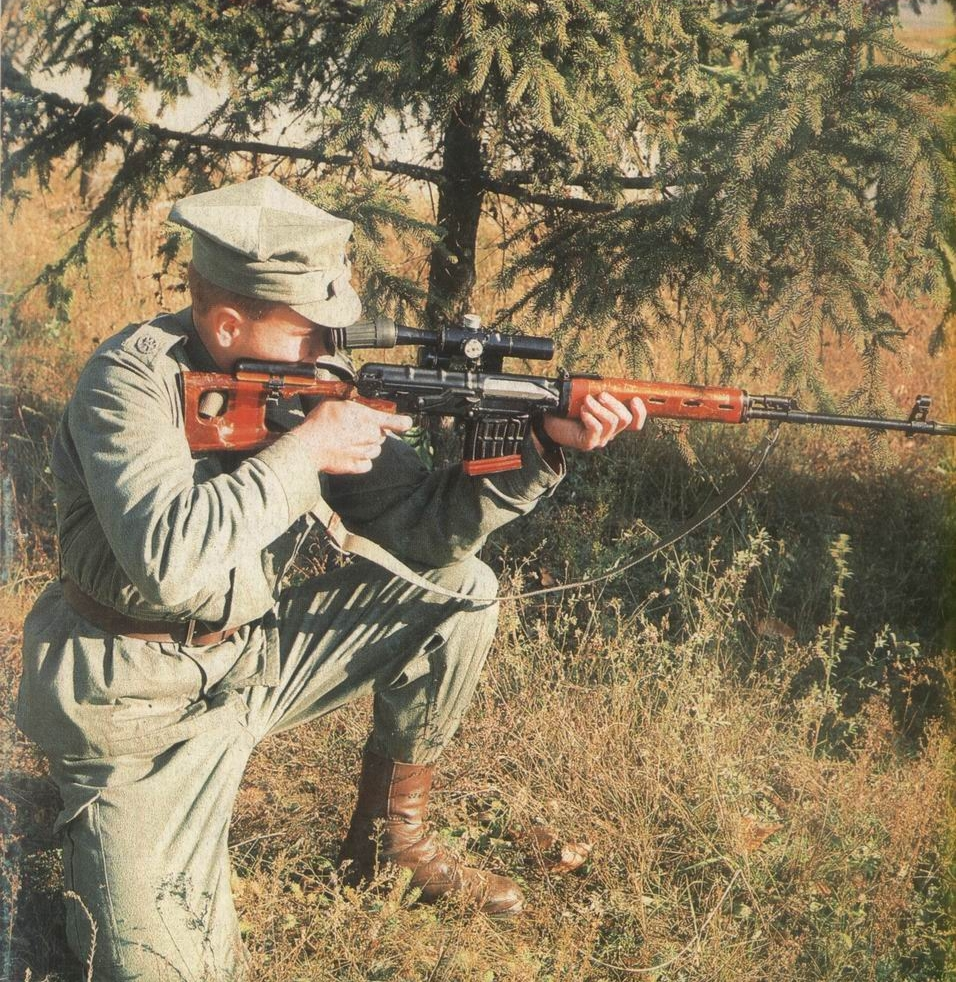
Żołnierz LWP z karabinem SWD. Lata 70.-80.

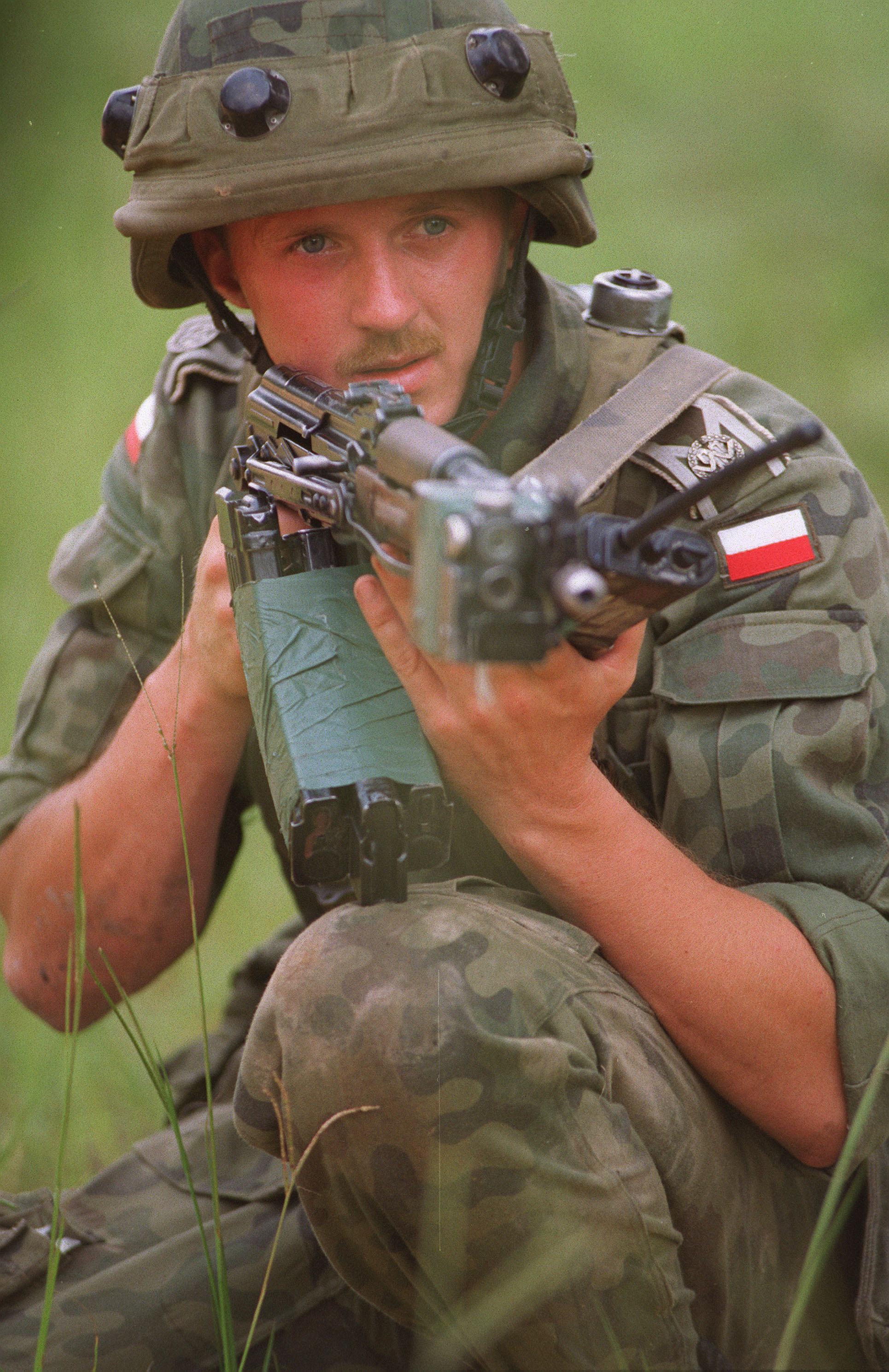
Podchorąży szkoły oficerskiej uzbrojony w kbk AKMS podczas ćwiczeń (1997)

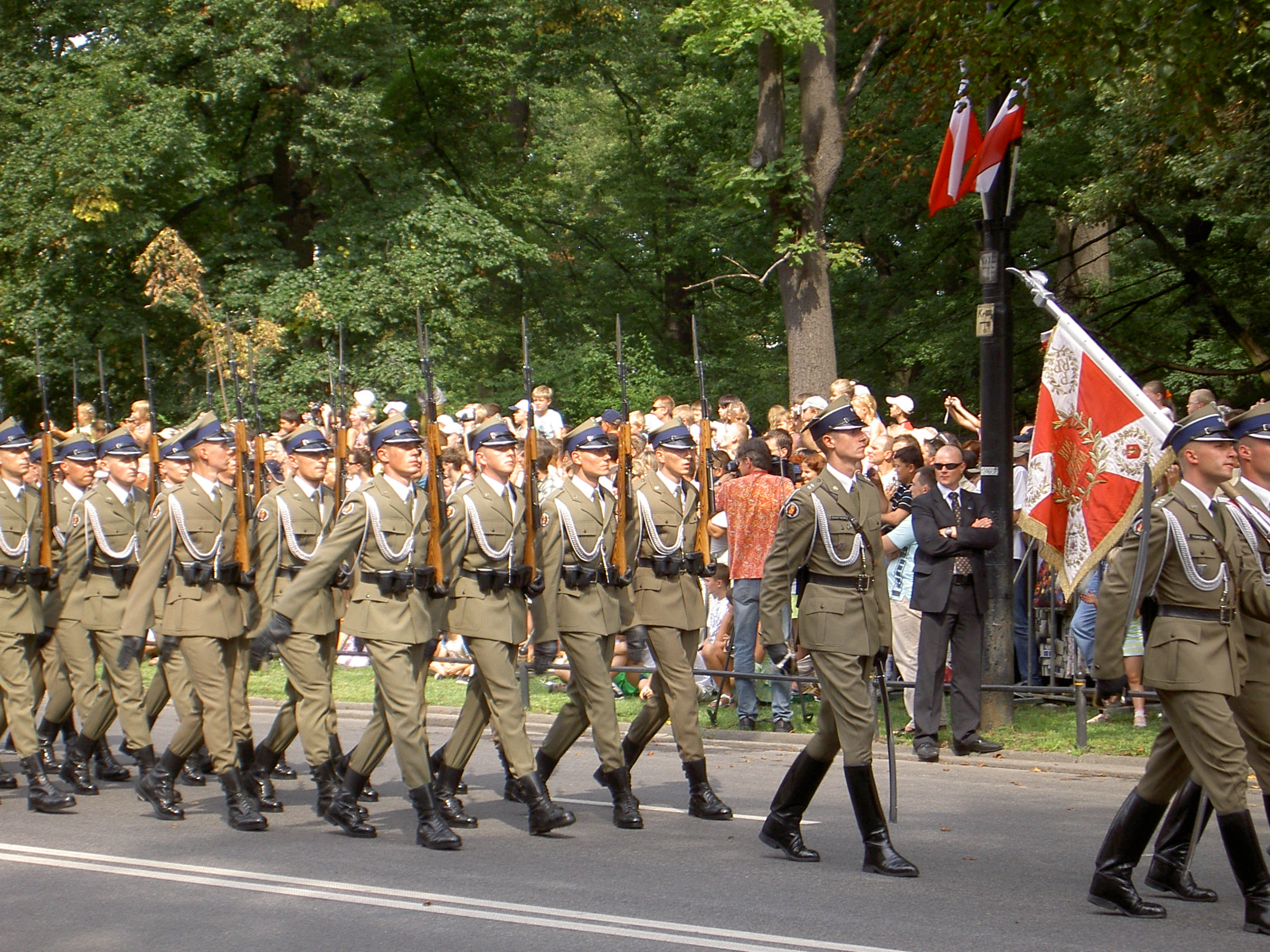
Żołnierze Kompanii reprezentacyjnej WP wyposażeni w karabiny SKS

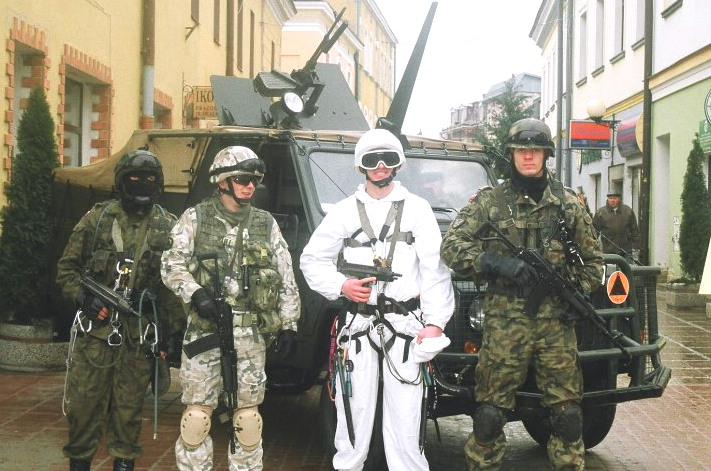
Żołnierze 21 Brygady Strzelców Podhalańskich uzbrojeni w glauberyty i beryle

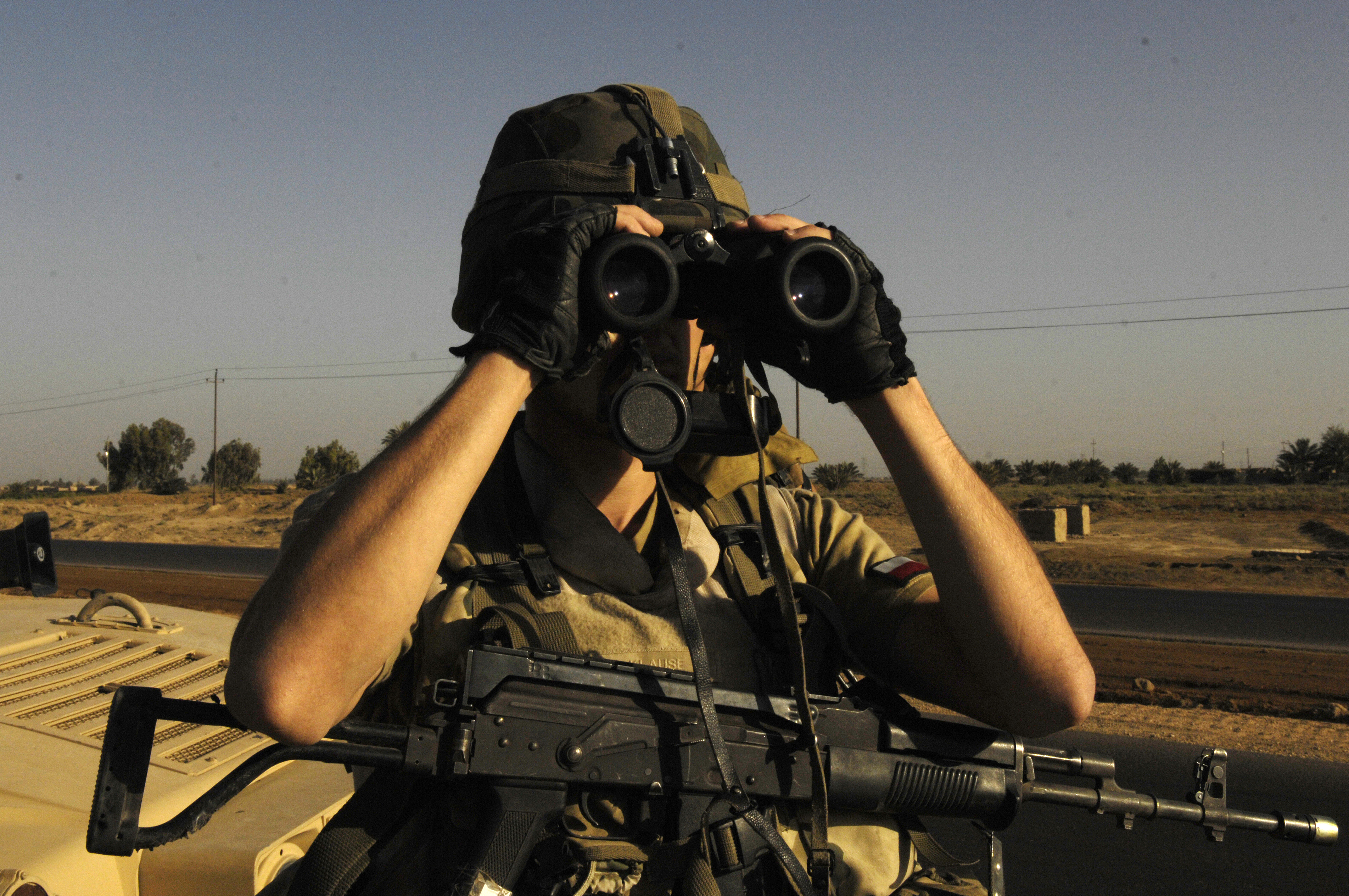
Polski żołnierz w Iraku uzbrojony w kbk wz. 96 „Beryl”

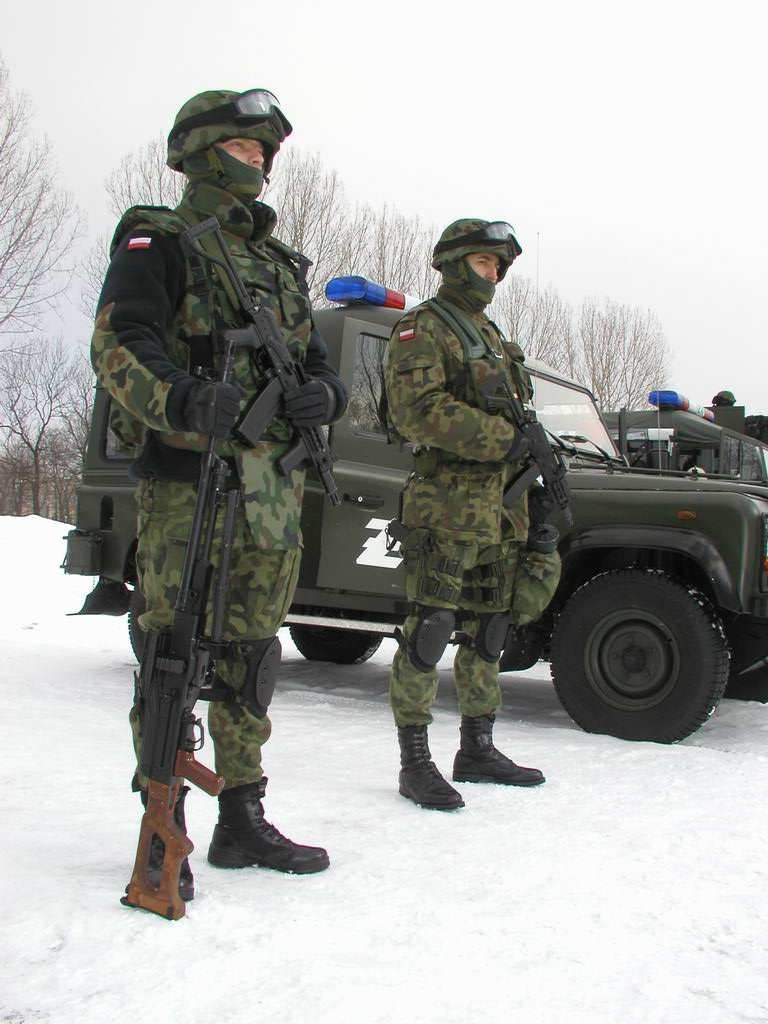
Żandarmeria Wojskowa uzbrojona w miniberyle i PKM

Poniżej znajduje się lista uzbrojenia indywidualnego żołnierzy formacji lądowych polskich sił zbrojnych od roku 1918.
Uwzględniono uzbrojenie występujące w formacjach:
- Wojsko Polskie II RP
- Polskie Siły Zbrojne
- Polskie Siły Zbrojne w ZSRR (1943–1944)
- Ludowe Wojsko Polskie (1944-1952)
- Siły Zbrojne Polskiej Rzeczypospolitej Ludowej
- Siły Zbrojne Rzeczypospolitej Polskiej

## Współczesna

### Pistolety
| Zdjęcie | Nazwa                     | Data wprowadzenia do użytkowania | Data wycofania | Formacja użytkująca dany przedmiot          | Uwagi                                                                     |
| ------- | ------------------------- | -------------------------------- | -------------- | ------------------------------------------- | ------------------------------------------------------------------------- |
|         | Pistolet wz. 1964 „Czak”  | 1965                             | 2024           | Ludowe Wojsko Polskie Siły Zbrojne RP       |                                                                           |
|         | Pistolet wz. 1983 „Wanad” | lata 80.                         | wciąż używany  | Ludowe Wojsko Polskie Siły Zbrojne RP       |                                                                           |
|         | Pistolet wz. 1994 „WIST”  | 1999                             | wciąż używany  | Siły Zbrojne RP                             | Wprowadzono również wersję z zintegrowanym celownikiem laserowym WIST-94L |
|         | Pistolet Glock 17 Gen 3   | 2017                             |                | Siły Zbrojne RP                             | wyposażenie PKW, pozyskane z zasobów Żandarmerii Wojskowej                |
|         | Pistolet Vis 100, 9mm     | Dostawy w latach 2019–2022       | wprowadzany    | Siły Zbrojne RP Wojska Obrony Terytorialnej | Planowane jest kupienie 20 000 pistoletów Vis 100 dla Sił Zbrojnych RP    |

### Pistolety maszynowe
| Zdjęcie | Nazwa                                   | Data wprowadzenia do użytkowania | Data wycofania | Formacja użytkująca dany przedmiot    | Uwagi                                                               |
| ------- | --------------------------------------- | -------------------------------- | -------------- | ------------------------------------- | ------------------------------------------------------------------- |
|         | Pistolet maszynowy wz. 1963 „Rak”       | 1965                             | wycofany       | Ludowe Wojsko Polskie Siły Zbrojne RP |                                                                     |
|         | Pistolet maszynowy wz. 1984 „Glauberyt” | 1984                             | wciąż używany  | Ludowe Wojsko Polskie Siły Zbrojne RP | W roku 1993 wprowadzono wersję PM-84P zasilaną amunicją Parabellum. |

### Karabiny i karabinki
| Zdjęcie | Nazwa                                  | Data wprowadzenia do użytkowania | Data wycofania | Formacja użytkująca dany przedmiot                                                             | Uwagi |
| ------- | -------------------------------------- | -------------------------------- | -------------- | ---------------------------------------------------------------------------------------------- | --- |
|         | Karabinek SKS                          | bd                               | wciąż używany  | Ludowe Wojsko Polskie (Formacje reprezentacyjne) Siły Zbrojne RP (Batalion Reprezentacyjny WP) | Obecnie zastępowany przez MSBS-R |
|         | Karabinek AK                           | 1952                             | zmagazynowany  | Ludowe Wojsko Polskie Siły Zbrojne RP                                                          | Zastąpiony przez Karabinek wz. 96 Beryl |
|         | Karabinek AKS                          | 1957                             | zmagazynowany  | Ludowe Wojsko Polskie Siły Zbrojne RP                                                          | Zastąpiony przez Karabinek wz. 96 Beryl |
|         | Karabinek AKM                          | 1965                             | zmagazynowany  | Ludowe Wojsko Polskie Siły Zbrojne RP                                                          | Zastąpiony przez Karabinek wz. 96 Beryl |
|         | Karabinek AKMS                         | 1972                             | zmaganyzowany  | Ludowe Wojsko Polskie Siły Zbrojne RP                                                          | Zastępowany przez Karabinek wz. 96 Beryl |
|         | Karabinek-granatnik wz. 1960           | lata 60.                         | wycofany       | Ludowe Wojsko Polskie Siły Zbrojne RP                                                          | Polska wersja kbk AK przystosowana do wystrzeliwania granatów nasadkowych; powstała także wersja z oddzielaną kolbą dla wojsk desantowych (kbkg wz. 1960/72) |
|         | Karabinek szturmowy wz. 96 „Beryl”     | 1997                             | wciąż używany  | Siły Zbrojne RP                                                                                | |
|         | Subkarabinek wz. 1996 „Mini Beryl”     | 1997                             | wciąż używany  | Siły Zbrojne RP: Jednostka specjalna Marynarki Wojennej, Żandarmeria Wojskowa.                 | Skrócona wersja kbk wz. 1996 Beryl |
|         | Karabin wyborowy SWD                   | 1963                             | wciąż używany  | Ludowe Wojsko Polskie Siły Zbrojne RP                                                          | |
|         | Karabin wyborowy wz.93 Baryt (SWD-M)   | lata 90.                         | wciąż używany  | Siły Zbrojne RP                                                                                | Zmodernizowana polska wersja karabinu SWD |
|         | Karabin wyborowy SAKO TRG-21/22        | 2001                             | wciąż używany  | Siły Zbrojne RP                                                                                | |
|         | Wielkokalibrowy karabin wyborowy „Tor” | 2005                             | wciąż używany  | Siły Zbrojne RP                                                                                | |
|         | Karabin wyborowy „Bor”                 | 2008                             | wciąż używany  | Siły Zbrojne RP                                                                                | |
|         | Karabinek Grot                         | 2017                             | wciąż używany  | Siły Zbrojne RP                                                                                | Podpisanie umowy nastąpiło podczas MSPO 2017 |

### Granaty ręczne
| Zdjęcie | Nazwa                         | Data wprowadzenia do użytkowania | Data wycofania | Formacja użytkująca dany granat                                    | Uwagi                                                               |
| ------- | ----------------------------- | -------------------------------- | -------------- | ------------------------------------------------------------------ | ------------------------------------------------------------------- |
|         | Granat obronny F-1            | 1941                             | wciąż używany  | Armia Andersa Armia Berlinga Ludowe Wojsko Polskie Siły Zbrojne RP | Od początku lat 90. zastępowany przez Ręczny Granat Obronny wz. 88  |
|         | Granat zaczepny RG-42         | bd                               | wciąż używany  | Armia Berlinga Ludowe Wojsko Polskie Siły Zbrojne RP               | Od początku lat 90. zastępowany przez Ręczny Granat Zaczepny wz. 89 |
|         | Ręczny Granat Obronny wz. 88  | bd                               | wciąż używany  | Siły Zbrojne RP                                                    |                                                                     |
|         | Ręczny Granat Zaczepny wz. 89 | 1998                             | wciąż używany  | Siły Zbrojne RP                                                    |                                                                     |

### Granatniki
| Zdjęcie | Nazwa                        | Data wprowadzenia do użytkowania | Data wycofania | Formacja użytkująca dany granat       | Uwagi                                           |
| ------- | ---------------------------- | -------------------------------- | -------------- | ------------------------------------- | ----------------------------------------------- |
|         | Granatnik podwieszany Pallad | 1974                             | wciąż używany  | Ludowe Wojsko Polskie Siły Zbrojne RP | Podwieszany pod kbk AKM, kbk Tantal i kbk Beryl |
|         | Granatnik Pallad-D           | 1983                             | wciąż używany  | Ludowe Wojsko Polskie Siły Zbrojne RP | Granatnik samodzielny z kolbą składaną          |
|         | Granatnik RPG-76 Komar       | 1985                             | ?              | Ludowe Wojsko Polskie Siły Zbrojne RP | Jednorazowy granatnik przeciwpancerny           |

### Broń biała
| Zdjęcie | Nazwa                                       | Data wprowadzenia do użytkowania | Data wycofania | Formacja użytkująca daną broń         | Uwagi                                                    |
| ------- | ------------------------------------------- | -------------------------------- | -------------- | ------------------------------------- | -------------------------------------------------------- |
|         | Bagnet 6H3                                  | 1965                             | wciąż używany  | Ludowe Wojsko Polskie Siły Zbrojne RP | Do kbk AKM/AKMS                                          |
|         | Bagnet 6H4                                  | lata 70.                         | wciąż używany  | Ludowe Wojsko Polskie Siły Zbrojne RP | Do kbk AKM/AKMS, kbk wz. 88 „Tantal”, kbk wz. 96 „Beryl” |
|         | Nóż wojskowy wz. 92                         | 1993                             | wciąż używany  | Siły Zbrojne RP                       |                                                          |
|         | Nóż wojskowy wz. 98                         | bd                               | wciąż używany  | Siły Zbrojne RP                       |                                                          |
|         | Szabla paradna Wojska Polskiego wz. 1976/90 | 1980                             | wciąż używana  | Ludowe Wojsko Polskie Siły Zbrojne RP |                                                          |
|         | Szabla wz. 1934/2002                        | 2002                             | wciąż używana  | Siły Zbrojne RP                       | Opracowana dla Szwadronu Kawalerii WP                    |

## Współczesne wyposażenie indywidualne

### Hełmy
| Zdjęcie | Nazwa                   | Data wprowadzenia do użytku | Data wycofania               | Formacja użytkująca daną broń         | Uwagi |
| ------- | ----------------------- | --------------------------- | ---------------------------- | ------------------------------------- | --- |
|         | Hełm wz. 2005           | 2006                        | wciąż używany                | Siły Zbrojne RP                       | W 2016 zamówiono ponad 60 000 hełmów tego typu |
|         | Hełm wz. 67             | 1967                        | wciąż używany                | Ludowe Wojsko Polskie Siły Zbrojne RP | Obecnie używany do szkolenia |
|         | Hełmofon czołgowy HC-98 | bd                          | wciąż używany                | Siły Zbrojne RP                       | Podstawowy hełmofon załóg pojazdów opancerzonych |
|         | Hełm HA-03              | 2015                        | wciąż używany                | Siły Zbrojne RP                       | Opracowany na potrzeby wojsk aeromobilnych. Zamówiono ponad 5000 hełmów tego typu. |
|         | Hełm HP-05              | 2020                        | wciąż używany                | Siły Zbrojne RP                       | Hełm typu „high-cut”. Zamówiono 50 000 hełmów dla Sił Zbrojnych RP z dostawami w latach 2020–2023. Do grudnia 2020 roku dostarczono 8000 sztuk. W 2023 zamówiono kolejne 84 000 hełmów HP-05 i wz. 2005. |
|         | Hełm HBT-02             | 2024                        | zakwalifikowany do wdrożenia | Siły Zbrojne RP                       | Hełm typu low-cut z możliwością dołączenia ochrony szczęki i oczu wdrażany w ramach operacji „Szpej”. |

### Umundurowanie
| Zdjęcie | Nazwa                                      | Data wprowadzenia do użytku | Data wycofania        | Formacja użytkująca daną broń | Uwagi  |
| ------- | ------------------------------------------ | --------------------------- | --------------------- | ----------------------------- | ------ |
|         | Umundurowanie polowe wz. 2010              | 2010                        | wycofywany/w rezerwie | Siły Zbrojne RP               | [ 27 ] |
|         | Umundurowanie polowe wz. 2019              | 2019                        | wciąż używany         | Siły Zbrojne RP               |        |
|         | Mundur „Tytan”                             | 2024                        | Testowany             | Siły Zbrojne RP               |        |
|         | Mundur pustynny 123UT/MON                  | 2010                        | wciąż używany         | Siły Zbrojne RP               | [ 28 ] |
|         | Kombinezon czołgisty wz.2010 634/MON       | 2010                        | wciąż używany         | Siły Zbrojne RP               | [ 29 ] |
|         | Kombinezon czołgisty warsztatowca wz. 2010 | 2010                        | wciąż używany         | Siły Zbrojne RP               | [ 29 ] |

### Odzież ochronna i maski przeciwgazowe
| Zdjęcie | Nazwa                    | Data wprowadzenia do użytku | Data wycofania | Formacja użytkująca daną broń         | Uwagi                                   |
| ------- | ------------------------ | --------------------------- | -------------- | ------------------------------------- | --------------------------------------- |
|         | Maska przeciwgazowa MP-5 | bd                          | wciąż w użyciu | Siły Zbrojne RP                       | [ 30 ]                                  |
|         | Maska przeciwgazowa MP-6 | bd                          | wciąż w użyciu | Siły Zbrojne RP                       | Zamówiono ponad 110 000 masek tego typu |
|         | FOO-1                    | bd                          | wciąż w użyciu | Siły Zbrojne RP                       | Zamówiono 119 500 kompletów FOO-1       |
|         | OP-1                     | bd                          | wciąż w użyciu | Ludowe Wojsko Polskie Siły Zbrojne RP | Zastępowane przez FOO-1                 |

### Kamizelki i kamizelki kuloodporne
| Zdjęcie | Nazwa                                           | Data wprowadzenia do użytku | Data wycofania | Formacja użytkująca daną broń | Uwagi                                      |
| ------- | ----------------------------------------------- | --------------------------- | -------------- | ----------------------------- | ------------------------------------------ |
|         | Kamizelka KLV                                   | lata '90                    | wciąż w użyciu | Siły Zbrojne RP               | [ 35 ]                                     |
|         | Kamizelka przeciwodłamkowa OLV                  | lata '90                    | wciąż w użyciu | Siły Zbrojne RP               | [ 35 ]                                     |
|         | Kamizelka przeciwodłamkowa DMV-98               | lata '90                    | wciąż w użyciu | Siły Zbrojne RP               | [ 36 ]                                     |
|         | Szelki do przenoszenia oporządzenia wz. 988/MON | lata '90                    | wciąż w użyciu | Siły Zbrojne RP               | [ 37 ]                                     |
|         | Uniwersalna Kamizelka Ochronna KWM-02           | 2009                        | wciąż w użyciu | Siły Zbrojne RP               | Zamówiono ponad 23 000 kamizelek tego typu |
|         | KWM-01                                          | lata '00                    | wciąż w użyciu | Siły Zbrojne RP               | [ 40 ]                                     |
|         | KKZ-01 SG                                       | 2024                        | testowany      | Siły Zbrojne RP               |                                            |
|         | KKZ-01                                          | 2023                        | wciąż w użyciu | Siły Zbrojne RP               |                                            |

## Historyczna

### Pistolety i rewolwery
| Zdjęcie | Nazwa                        | Data wprowadzenia do użytkowania | Data wycofania                                            | Formacja użytkująca daną broń                                                          | Uwagi                                                                      |
| ------- | ---------------------------- | -------------------------------- | --------------------------------------------------------- | -------------------------------------------------------------------------------------- | -------------------------------------------------------------------------- |
|         | Rewolwer Nagant wz. 1895     | 1918 (WP) / 1943 (LWP)           | 1923 (WP) / lata 50. (LWP)                                | Wojsko Polskie II RP Armia Berlinga Ludowe Wojsko Polskie                              | Na wyposażeniu WP w latach 1918–1923; na wyposażeniu LWP od 1943 do lat 50 |
|         | Pistolet Cebra wz. 1916      | 1919                             | bd                                                        | Wojsko Polskie II RP                                                                   |                                                                            |
|         | Rewolwer Lebel wz. 1892      | 1919                             | zaczęto wycofywanie w latach 30.                          | Wojsko Polskie II RP                                                                   | W roku 1939 jeszcze obecny w formacjach tyłowych                           |
|         | Pistolet Frommer wz. 1911    | 1919                             | 1939                                                      | Wojsko Polskie II RP (oddziały kawalerii i broni pancernej)                            |                                                                            |
|         | Pistolet Roth Steyr wz. 1907 | 1918                             | 1939                                                      | Wojsko Polskie II RP                                                                   | W roku 1939 w formacjach i składnicach było już tylko 200 sztuk tej broni  |
|         | Pistolet Roth Steyr wz. 1912 | 1918                             | 1939                                                      | Wojsko Polskie II RP                                                                   |                                                                            |
|         | Pistolet wz. 1935 „Vis”      | 1935                             | 1939                                                      | Wojsko Polskie II RP                                                                   | Po 1939 używany także przez partyzantów                                    |
|         | Pistolet Colt wz. 1911       | 1919 (WP) / 1940 (PSZ)           | wycofany po wojnie polsko-bolszewickiej (WP) / 1945 (PSZ) | Wojsko Polskie II RP (Lotnictwo) Polskie Siły Zbrojne w Wielkiej Brytanii (oficerowie) |                                                                            |
|         | Pistolet M1935 Automatic     | 1939                             | 1940                                                      | Wojsko Polskie we Francji                                                              |                                                                            |
|         | Rewolwer Enfield No.2 Mk.I*  | bd                               | bd                                                        | Polskie Siły Zbrojne w Wielkiej Brytanii (oficerowie)                                  |                                                                            |
|         | Pistolet TT wz. 33           | 1943                             | lata 80.                                                  | Polskie Siły Zbrojne w ZSRR Ludowe Wojsko Polskie                                      | od 1947 produkowany w Polsce                                               |

### Pistolety maszynowe
| Zdjęcie | Nazwa                            | Data wprowadzenia do użytkowania | Data wycofania | Formacja użytkująca daną broń                                               | Uwagi |
| ------- | -------------------------------- | -------------------------------- | -------------- | --------------------------------------------------------------------------- | --- |
|         | Pistolet maszynowy wz. 39 „Mors” | 1939                             | 1939           | Wojsko Polskie II RP: Oddziały piechoty i załogi wozów bojowych (planowane) | W roku 1939 w Morsy wyposażony był tylko jeden batalion                                                                |
|         | Pistolet maszynowy STEN          | 1942                             | 1945           | Polskie Siły Zbrojne w Wielkiej Brytanii                                    | |
|         | Pistolet maszynowy Thompson M1   | 1940                             | bd             | Polskie Siły Zbrojne w Wielkiej Brytanii: 1. SBS, II Korpus                 | |
|         | Pistolet maszynowy PPD wz. 1940  | 1943                             | bd             | Armia Berlinga                                                              | |
|         | Pistolet maszynowy PPSz wz. 1941 | 1943                             | lata 50.       | Armia Berlinga Ludowe Wojsko Polskie                                        | od 1952 produkowany w Polsce                                                                                           |
|         | Pistolet maszynowy PPS wz. 1943  | 1943                             | lata 80.       | Armia Berlinga Ludowe Wojsko Polskie                                        | od 1948 produkowane w Radomiu; w Polsce została także opracowana wersja ze stałą drewnianą kolbą – pm PPS wz. 1943/52. |

### Karabinki i karabiny
| Zdjęcie | Nazwa                                                                            | Data wprowadzenia do użytkowania | Data wycofania                        | Formacja użytkująca daną broń                                                | Uwagi |
| ------- | -------------------------------------------------------------------------------- | -------------------------------- | ------------------------------------- | ---------------------------------------------------------------------------- | --- |
|         | Karabin Lebel wz. 1886/93                                                        | 1918                             | 1921 (pozostały w magazynach do 1939) | Wojsko Polskie II RP                                                         | |
|         | Karabiny Mannlicher wz. 1890, wz. 1895 i karabinki Mannlicher wz. 1890, kbk 1895 | 1918                             | 1939                                  | Wojsko Polskie II RP                                                         | Po roku 1929 Mannlichery wycofano całkowicie z piechoty |
|         | Karabin i karabinek Werndl-Holub wz. 1873/77                                     | 1918                             | 1925                                  | Wojsko Polskie II RP                                                         | Pewne ilości broni w roku 1939 były w magazynach |
|         | Karabin Gras wz. 1874                                                            | 1919                             | bd                                    | Wojsko Polskie II RP                                                         | Od 1925 przekazywany jednostkom pomocniczym |
|         | Karabin Enfield wz. 1914                                                         | 1919                             | 1924                                  | Wojsko Polskie II RP                                                         | |
|         | Karabin i karabinek Mosin wz. 1891                                               | 1918                             | 1939                                  | Wojsko Polskie II RP                                                         | Po wycofaniu z wojska przekazano batalionom ON. Część karabinów i karabinków dostosowano do amunicji 7,92 mm Mausera (oznaczano jako wz. 91/98/23. i wz. 91/98/25). |
|         | Karabiny Arisaka wz. 91 i wz. 05                                                 | 1918                             | 1939                                  | Wojsko Polskie II RP: Oddziały pomocnicze                                    | |
|         | Karabin wz. 1898                                                                 | 1918                             | 1939                                  | Wojsko Polskie II RP: Piechota                                               | Od 1921 przyjęty jako standardowy karabin armii. Od 1922 produkowany w Polsce.                                                                                      |
|         | Karabinek Berthier wz. 1892                                                      | 1919 (WP) / 1939 (PSZ)           | 1935 (WP) / 1940 (PSZ)                | Wojsko Polskie II RP Wojsko Polskie we Francji (wersja M 16)                 | Karabinki były jeszcze obecne w jednostkach pomocniczych i ON po 1935.                                                                                              |
|         | Karabinek wz. 1898                                                               | 1924                             | 1939                                  | Wojsko Polskie II RP: Kawaleria, jednostki saperskie i łączności             | Polska wersja karabinku Mauser Kar98AZ |
|         | Karabinek wz. 29                                                                 | 1930                             | 1939                                  | Wojsko Polskie II RP: Piechota, kawaleria, artyleria                         | |
|         | Karabin wz. 1898a                                                                | 1936                             | 1939                                  | Wojsko Polskie II RP: Piechota                                               | Zmodernizowana wersja karabinu wz. 1898 |
|         | Karabin samopowtarzalny wz. 38M                                                  | 1938                             | 1939                                  | Wojsko Polskie II RP                                                         | |
|         | Karabin przeciwpancerny wz. 35 „Ur”                                              | 1935                             | 1939                                  | Wojsko Polskie II RP: Piechota i kawaleria                                   | |
|         | Karabinek Lebel wz. 1886 R 35                                                    | 1939                             | 1940                                  | Wojsko Polskie we Francji                                                    | |
|         | Karabin Berthier wz. 1916                                                        | 1919 / 1939                      | 1935 / 1940                           | Wojsko Polskie II RP Wojsko Polskie we Francji                               | Karabiny były jeszcze obecne w jednostkach pomocniczych i ON po 1935.                                                                                               |
|         | Karabin MAS wz. 1936                                                             | 1939                             | 1940                                  | Wojsko Polskie we Francji: m.in. Samodzielna Brygada Strzelców Podhalańskich | |
|         | Karabiny Lee Enfield Rifle No. 1 i No. 4 Mk 1*                                   | 1940                             | 1945                                  | Polskie Siły Zbrojne w Wielkiej Brytanii                                     | |
|         | Karabin i karabinek Mosin wz. 1891/1930                                          | 1941                             | lata 70.                              | Armia Andersa Armia Berlinga Ludowe Wojsko Polskie                           | Produkowane w Polsce |
|         | Karabin samopowtarzalny SWT-40                                                   | 1941                             | 1945                                  | Armia Andersa Armia Berlinga                                                 | |
|         | Karabinek wz. 88 „Tantal”                                                        | 1991                             | 2005                                  | Siły Zbrojne RP                                                              | Kbk Tantal pozostawały w służbie PKW Syria (UNDOF) i PKW Liban (UNIMIL) do roku 2005.                                                                               |

### Karabiny maszynowe
| Zdjęcie | Nazwa                                      | Data wprowadzenia do użytkowania | Data wycofania                     | Formacja użytkująca daną broń                                                                     | Uwagi                                   |
| ------- | ------------------------------------------ | -------------------------------- | ---------------------------------- | ------------------------------------------------------------------------------------------------- | --------------------------------------- |
|         | Ręczny Karabin Maszynowy Chauchat wz. 1915 | 1919                             | broń zaczęto wycofywać w roku 1930 | Wojsko Polskie II RP: Piechota i kawaleria                                                        |                                         |
|         | Ręczny karabin maszynowy Lewis wz. 15      | 1922                             | 1939                               | Wojsko Polskie II RP                                                                              | W roku 1927 wycofano ze służby liniowej |
|         | Ręczny karabin maszynowy wz. 1928          | 1927                             | 1939                               | Wojsko Polskie II RP: Piechota, kawaleria                                                         |                                         |
|         | Karabin maszynowy Châtellerault Mle 24     | 1939                             | 1940                               | Wojsko Polskie we Francji                                                                         |                                         |
|         | Karabin maszynowy Bren                     | 1940                             | 1945                               | Polskie Siły Zbrojne w Wielkiej Brytanii                                                          |                                         |
|         | Ręczny karabin maszynowy DP wz. 1928       | 1943                             | bd                                 | Armia Berlinga Ludowe Wojsko Polskie                                                              | od 1953 produkowany w Polsce            |
|         | Ręczny karabin maszynowy DPM wz. 1944      | bd                               | bd                                 | Ludowe Wojsko Polskie                                                                             | od 1954 produkowany w Polsce            |
|         | Ręczny karabin maszynowy D (rkm D)         | bd                               | bd                                 | Ludowe Wojsko Polskie                                                                             | od 1957 produkowany w Polsce            |
|         | Karabiny maszynowe RPK i RPKS              | bd                               | bd                                 | Ludowe Wojsko Polskie: oddziały powietrznodesantowe Siły Zbrojne RP: oddziały powietrznodesantowe | Większość wycofana pod koniec lat 90..  |
|         | Karabiny maszynowe RPK-74 i RPKS-74        | lata 90.                         | 2005                               | Siły Zbrojne RP: oddziały powietrznodesantowe                                                     | Wycofane wraz z Tantalami.              |

### Granaty ręczne
| Zdjęcie | Nazwa                                | Data wprowadzenia do użytkowania | Data wycofania | Formacja użytkująca dany granat          | Uwagi                              |
| ------- | ------------------------------------ | -------------------------------- | -------------- | ---------------------------------------- | ---------------------------------- |
|         | Granat trzonkowy wz. 1917            | 1918                             | bd             | Wojsko Polskie II RP                     |                                    |
|         | Granat obronny typu „O” wz. 23       | 1923                             | 1939           | Wojsko Polskie II RP                     |                                    |
|         | Granat zaczepny typu „Z” wz. 23      | 1923                             | 1939           | Wojsko Polskie II RP                     |                                    |
|         | Granat obronny typu „O” wz. 33       | 1933                             | 1939           | Wojsko Polskie II RP                     | Granat wz. 23 z zapalnikiem wz. 31 |
|         | Granat zaczepny typu „Z” wz. 33      | 1933                             | 1939           | Wojsko Polskie II RP                     | Granat wz. 23 z zapalnikiem wz. 31 |
|         | Granat ręczny M69                    | bd                               | bd             | Polskie Siły Zbrojne w Wielkiej Brytanii |                                    |
|         | Ręczny granat przeciwpancerny RPG-40 | bd                               | bd             | Armia Berlinga                           |                                    |
|         | Ręczny granat przeciwpancerny RPG-43 | bd                               | bd             | Armia Berlinga                           |                                    |

### Broń biała
| Zdjęcie | Nazwa                                                   | Data wprowadzenia do użytkowania | Data wycofania                                 | Formacja użytkująca daną broń                               | Uwagi                                                                                                |
| ------- | ------------------------------------------------------- | -------------------------------- | ---------------------------------------------- | ----------------------------------------------------------- | --- |
|         | Bagnet 56-H-212                                         | bd                               | bd                                             | Ludowe Wojsko Polskie                                       | Do kbk AK/AKS                                                                                        |
|         | Bagnet brytyjski wz. 1913                               | 1919                             | 1924                                           | Wojsko Polskie II RP                                        | Przeznaczony do karabinu Enfield wz. 1914                                                            |
|         | Bagnet Berthier wz. 1892                                | 1919                             | 1935                                           | Wojsko Polskie II RP                                        | Przeznaczony do karabinku Berthier wz. 1892                                                          |
|         | Bagnet Lebel wz. 1886                                   | 1918                             | 1921                                           | Wojsko Polskie II RP                                        | Przeznaczony do karabinów systemów Lebel wz. 1886 i Berthier wz. 1916                                |
|         | Bagnet Mannlicher wz. 1895                              | 1918                             | 1939                                           | Wojsko Polskie II RP                                        | Przeznaczony do karabinów Mannlicher                                                                 |
|         | Bagnet wz. 1898/05                                      | 1918                             | 1939 (w jednostkach pierwszoliniowych do 1937) | Wojsko Polskie II RP                                        | Przeznaczony do karabinu i karabinku Mauser wz. 1898;                                                |
|         | Bagnet polski wz. 22                                    | 1922                             | 1939                                           | Wojsko Polskie II RP                                        | Przeznaczony do karabinu Mauser wz. 1898;                                                            |
|         | Bagnet polski wz. 24                                    | 1924                             | 1939                                           | Wojsko Polskie II RP                                        | Przeznaczony do karabinu Mauser wz. 1898;                                                            |
|         | Bagnet polski wz. 28 (wz. 29)                           | 1928                             | 1939                                           | Wojsko Polskie II RP                                        | Przeznaczony do karabinków wz. 29 i wz. 1898                                                         |
|         | Kordzik oficerów i podoficerów broni pancernej wz. 1924 | bd                               | bd                                             | Wojsko Polskie II RP                                        | |
|         | Lanca pruskiej kawalerii                                | 1918                             | 1920                                           | Wojsko Polskie II RP: Kawaleria                             | |
|         | Lanca rosyjska wz. 1901                                 | 1918                             | 1921                                           | Wojsko Polskie II RP: Kawaleria                             | |
|         | Lanca francuska wz. 1913                                | 1919                             | 1939                                           | Wojsko Polskie II RP: Kawaleria                             | W międzywojniu w Polsce produkowano kopie popularnie nazywane lancami polskimi wz. 1913.             |
|         | Lanca niemiecka wz. 1893 n/A                            | 1918                             | 1939                                           | Wojsko Polskie II RP: Kawaleria                             | |
|         | Nóż wojskowy wz. 55/56                                  | 1955                             | bd                                             | Ludowe Wojsko Polskie Siły Zbrojne RP                       | |
|         | Szabla francuska wz. 1822                               | 1919                             | 1939                                           | Wojsko Polskie II RP                                        | W latach 30. wycofane ze służby liniowej, wydane oddziałom zmobilizowanym w 1939                     |
|         | Szabla austriacka wz. 1861                              | 1918                             | 1921                                           | Wojsko Polskie II RP                                        | |
|         | Szabla austriacka wz. 1877                              | 1918                             | bd                                             | Wojsko Polskie II RP: Kawaleria (do 1921), artyleria lekka. | |
|         | Szabla pruska wz. 1896                                  | 1918                             | 1939                                           | Wojsko Polskie II RP                                        | Pod nazwą „szabla wz. 1896” ewidencjonowano szable pruskie: wz. 1848 i szable kawaleryjskie wz. 1873 |
|         | Szabla polska wz. 1917                                  | 1918                             | 1921                                           | Wojsko Polskie II RP: Piechota i kawaleria                  | |
|         | Szabla „Krechowiecka”                                   | 1919/1920                        | 1935                                           | Wojsko Polskie II RP: Kawaleria                             | |
|         | Szabla wz. 1921/22                                      | 1921                             | 1939                                           | Wojsko Polskie II RP                                        | |
|         | Szabla wz. 1934 „Ludwikówka”                            | 1935                             | 1939                                           | Wojsko Polskie II RP: Kawaleria                             | |
|         | Sztylet komandosów F-S model 2                          | bd                               | bd                                             | Polskie Siły Zbrojne w Wielkiej Brytanii                    | |

## Historyczne wyposażenie indywidualne

### Hełmy
| Zdjęcie | Nazwa         | Data wprowadzenia do użytkowania | Data wycofania      | Formacja użytkująca daną broń              | Uwagi                          |
| ------- | ------------- | -------------------------------- | ------------------- | ------------------------------------------ | ------------------------------ |
|         | Hełm wz.15    | 1915                             | 1939                | Wojsko Polskie II RP                       | Używany głównie w kawalerii    |
|         | Hełm wz. 31   | 1931                             | lata 50-60 XX w.    | Wojsko Polskie II RP Ludowe Wojsko Polskie | [ 126 ]                        |
|         | Hełm wz. 50   | lata 50 XX w.                    | koniec lat 60 XX w. | Ludowe Wojsko Polskie                      | Zastąpiony przez hełm wz. 67   |
|         | Hełm wz. 63   | lata 60 XX w.                    | 2016                | Ludowe Wojsko Polskie Siły Zbrojne RP      | [ 128 ]                        |
|         | Hełm wz. 93   | 1997                             | bd                  | Siły Zbrojne RP                            | Zastąpiony przez hełm wz. 2005 |
|         | Hełm wz. 2000 | pierwsza dekada XXI w.           | bd                  | Siły Zbrojne RP                            | Zastąpiony przez hełm wz. 2005 |

### Umundurowanie
| Zdjęcie | Nazwa                                                              | Data wprowadzenia do użytku | Data wycofania | Formacja użytkująca daną broń         | Uwagi                                                             |
| ------- | ------------------------------------------------------------------ | --------------------------- | -------------- | ------------------------------------- | ----------------------------------------------------------------- |
|         | Umundurowanie polowe wz. 58 (kamuflaż analogiczny do Strichmuster) | 1958                        | 1968           | Ludowe Wojsko Polskie                 | [ 130 ]                                                           |
|         | Umundurowanie polowe wz. 68                                        | 1968                        | lata 90 XX w.  | Ludowe Wojsko Polskie Siły Zbrojne RP | [ 131 ]                                                           |
|         | Umundurowanie polowe wz. 89                                        | 1989                        | 1993           | Ludowe Wojsko Polskie Siły Zbrojne RP | [ 132 ]                                                           |
|         | Umundurowanie polowe wz. 93                                        | 1993                        |                | Siły Zbrojne RP                       | W służbie liniowej zastąpiony przez Umundurowanie polowe wz. 2010 |